# Oleria deronda
Oleria deronda is een vlinder uit de familie Nymphalidae. De wetenschappelijke naam van de soort is voor het eerst geldig gepubliceerd in 1876 door William Chapman Hewitson.